# Wybudowanie Główczewickie
Wybudowanie Główczewickie – część wsi Główczewice w Polsce, położona w województwie pomorskim, w powiecie chojnickim, w gminie Brusy. Wchodzi w skład sołectwa Główczewice.
W latach 1975–1998 Wybudowanie Główczewickie administracyjnie należało do województwa bydgoskiego.